# 二合一笔记本
二合一笔记本（英語：2 in 1 laptop）是一种笔记本电脑与平板电脑相结合的电子产品，可以在笔记本电脑–平板电脑两种型态间切换。

## 概览

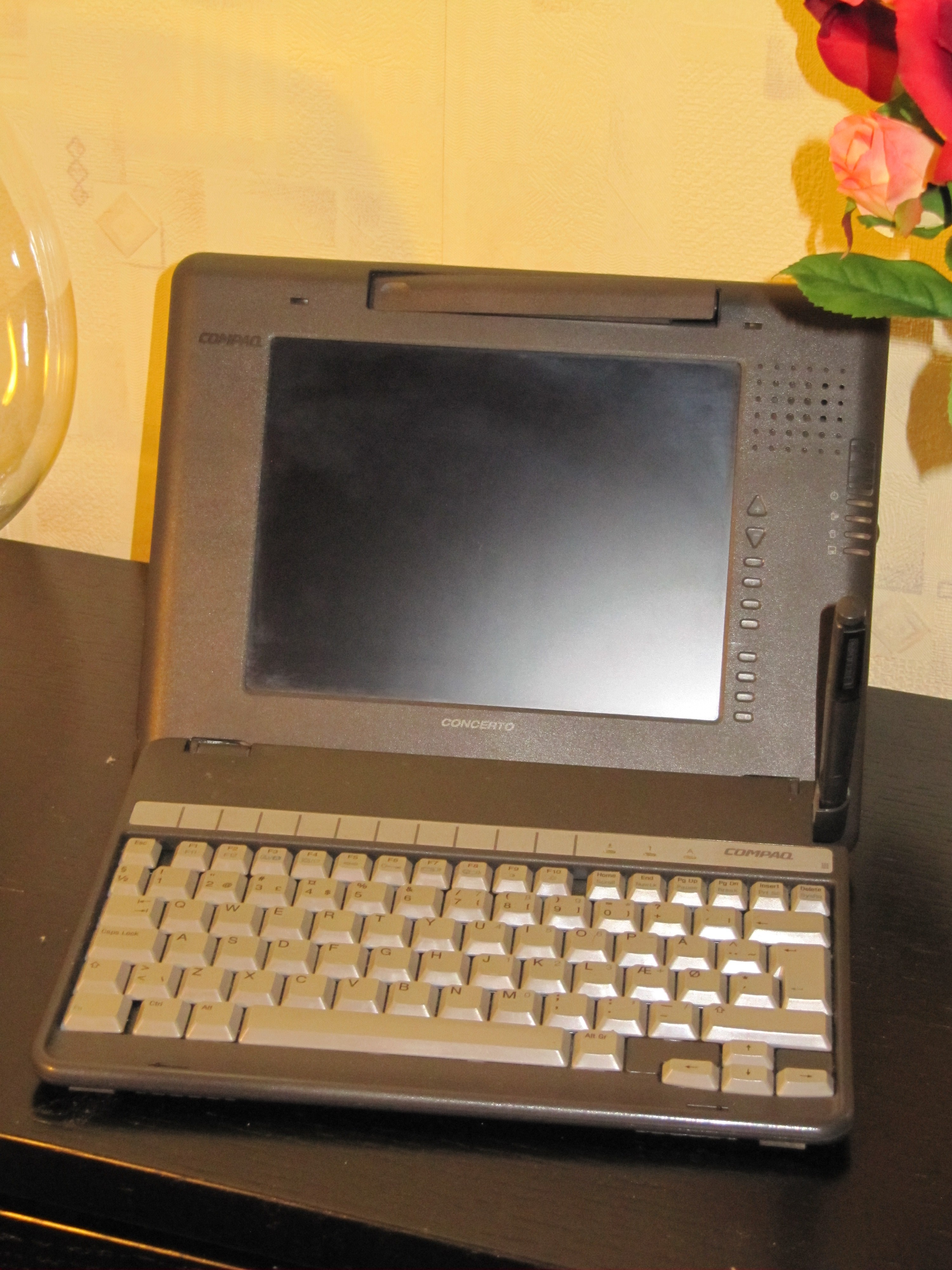
Compaq Concerto

最早被认为是2合1笔记本的设备是Compaq Concerto，其于1993年由康柏公司发布。它预装了Windows 3.1，其具有一台有线可拆卸键盘与用电池供电的触控笔。

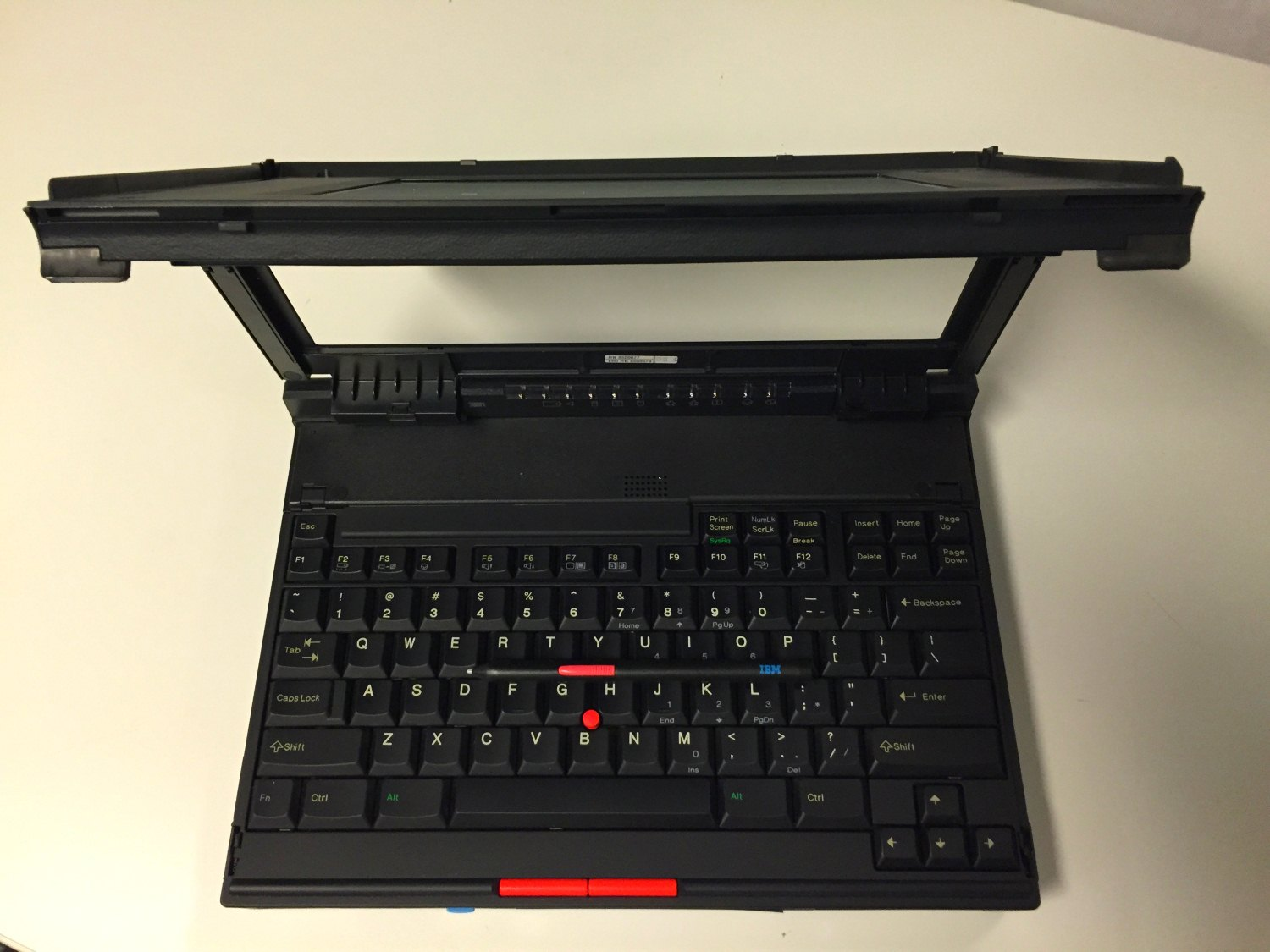
Thinkpad 360PE的翻转形态

1994年6月，IBM推出了ThinkPad 360PE，它是一台采用可翻转显示屏的方案的二合一笔记本，它的显示屏翻转后可变化为用笔操控的平板电脑。
2012年8月1日，微软发布Windows 8，其特别强化了适用于触摸屏的设计，为推動Windows 8的發行且在平板電腦市場爭奪一定的地位，此后，Surface系列产品由微软CEO史蒂夫·巴尔默在2012年6月18日于洛杉矶举行的记者会上首次公开。同年2012年10月26日推出。Surface首次发布时有两个版本，分别为Surface RT 系列与Surface Pro 系列：前者搭载Windows RT 系统，使用Nvidia处理器；后者搭载完整的Windows 8系统，使用Intel处理器。此后卷起了一波二合一笔记本的浪潮，自 2012 年以来，戴尔、华硕和索尼等其他一些知名笔记本电脑制造商也开始发布自己的二合一笔记本电脑。Intel后来则把二合一笔记本归类于他们的“超级本”类产品中去了。而谷歌后来也在 2018 年 10 月发布Pixel Slate后进入了二合一笔记本市场。
时至今日，二合一笔记本大多采用的方案为可分离屏幕或可旋转翻转的屏幕。小部分二合一笔记本采用了折叠屏方案，有的平板电脑也通过了连接键盘壳实现了与二合一笔记本同样的形态与使用体验。
二合一笔记本的优点在于它们相较于传统笔电更便于携带，用户也可以在他们想要时随意切换两种型态模式，同时也为用户带来了新奇感，实现了“一台电脑，多种功能”。

## 二合一笔记本的型态样式

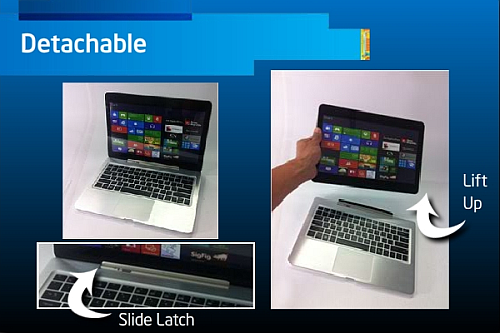
分体式
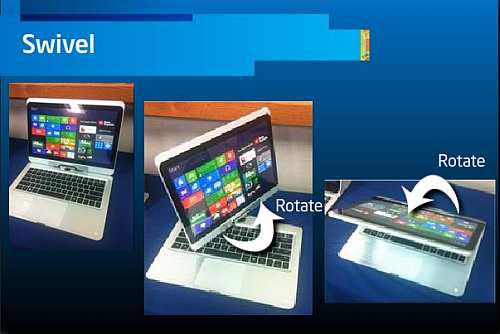
旋转式
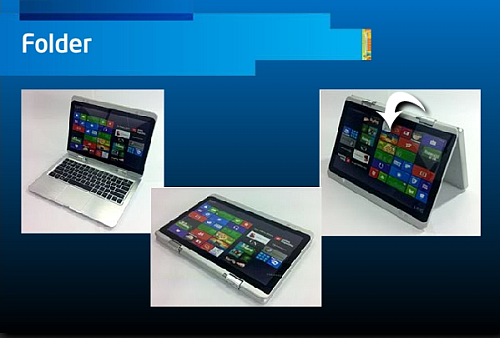
翻转式
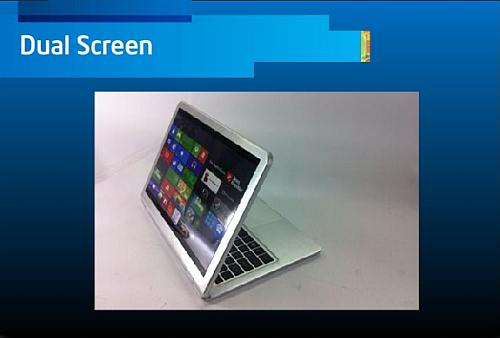
可转换屏式
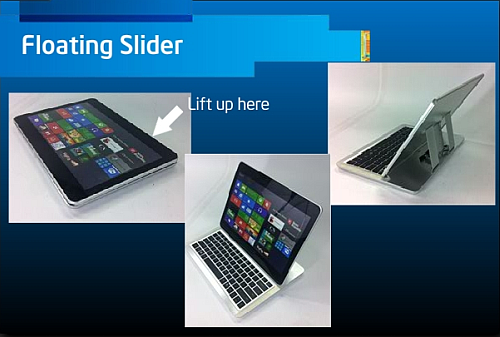
立屏调节式
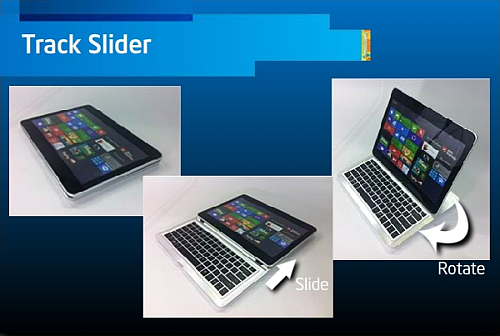
轨道滑出式
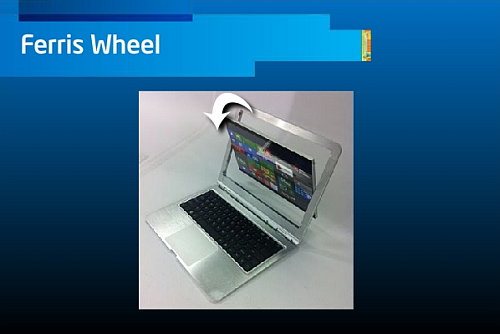
屏幕框架翻转式

## 批评
二合一笔记本大多采用X86处理器，功耗与发热量都比ARM架构处理器大了许多，而许多二合一笔记本的设计紧凑，散热性能𣎴佳，这使得这些二合一笔记本“烫的𣎴能拿在手上”。而采用ARM芯片的二合一笔记本又因为软件厂商的适配𣎴到位从而无法运行许多只支持X86芯片的软件。
而在软件生态层面上，虽然Windows和Chrome OS与其他一些Linux发行定制版本等操作系统是支持二合一平板模式的，但很多软件开发人员并没有在他们的桌面版应用上支持或适配这些二合一平板触控功能，这使得在平板模式下控制这些未适配的软件变得极其别扭。

## 引用
1. 1 2  Chang, Alexandra. . Wired.   [2022-03-31]. ISSN 1059-1028. （原始内容存档于2018-06-23） （美国英语）. （页面存档备份，存于）
2. ↑  . www.computinghistory.org.uk.   [2022-03-31]. （原始内容存档于2019-05-05）. （页面存档备份，存于）
3. ↑  . www.thinkwiki.org.   [2022-04-03]. （原始内容存档于2021-11-23）. （页面存档备份，存于）
4. ↑  . www.eet-china.com.   [2022-04-03].
5. ↑  . InformationWeek.   [2022-03-31]. （原始内容存档于2022-03-31） （英语）. （页面存档备份，存于）
6. ↑  . web.archive.org.   [2022-03-31].
7. ↑  . Intel.   [2022-03-31]. （原始内容存档于2019-12-25） （英语）. （页面存档备份，存于）
8. ↑  . www.icpcw.com.   [2022-03-31]. （原始内容存档于2022-01-28）. （页面存档备份，存于）
9. ↑  . m.caijing.com.cn.   [2022-03-31].
10. ↑  Grunin, Lori. . CNET.   [2022-03-31]. （原始内容存档于2022-05-16） （英语）. （页面存档备份，存于）
11. ↑  . brand.lenovo.com.cn.   [2022-03-31]. （原始内容存档于2020-12-01）. （页面存档备份，存于）
12. ↑  published, Henry T. Casey. . Tom's Guide. 2020-05-07  [2022-03-31]. （原始内容存档于2022-05-25） （英语）. （页面存档备份，存于）
13. ↑  . 中关村在线.   [2022-11-18]. （原始内容存档于2022-11-18）.
14. ↑  . Intel.   [2022-04-03] （中文）.
15. ↑  Weiphone, 39. . cnBeta.COM.   [2022-03-31].[]
16. ↑  ,   [2022-04-02], （原始内容存档于2022-05-02） （中文（中国大陆））
17. ↑  . www.eet-china.com.   [2022-04-03]. （原始内容存档于2022-04-03）. （页面存档备份，存于）
18. ↑  . www.donews.com.   [2022-04-03]. （原始内容存档于2021-06-16）. （页面存档备份，存于）
19. ↑  published, Nick Peers. . TechRadar. 2016-02-13  [2022-03-31]. （原始内容存档于2022-03-31） （英语）. （页面存档备份，存于）
20. ↑  . m.sohu.com.   [2022-03-31] （中文（中国大陆））.[]